# Eligio Pometta
Eligio Pometta (Cerentino, 27 settembre 1865 – Bellinzona, 2 luglio 1950) è stato un giornalista, politico e storico svizzero-italiano, esponente del partito conservatore ticinese, deputato al Gran Consiglio ticinese.
Figlio di Angelo, medico condotto, sindaco di Broglio e deputato al Gran Consiglio ticinese, e di Leopoldina Capponi di Cerentino. Frequentò un collegio a Cremona e finì la maturità in un altro collegio a Caprino Bergamasco, poi continuò gli studi alle università di Monaco di Baviera e Berna, anche se non ottenne la laurea.
Nel biennio 1889 - 1890 fu segretario del Consiglio di Stato della Repubblica e Cantone Ticino e capo della cancelleria; successivamente si impegnò come giornalista, prima nel giornale di partito "La Libertà", poi ne "La Voce del Popolo".
Nel 1909 fu chiamato alla direzione di "Popolo e Libertà", insieme a Giuseppe Cattori, carica che lasciò il 2 maggio 1911. Negli stessi anni fu deputato al Gran Consiglio..

## Opere
- Traduzione in italiano de I monumenti artistici del Medio Evo nel Cantone Ticino di Johann Rudolf Rahn, con prefazione del consigliere di Stato Giorgio Casella, Salvioni, Bellinzona 1894, ristampa 1976.
- Come il Ticino venne in potere degli Svizzeri, III, Tipografi già Colombi, Bellinzona 1912-1916.
- Moti di libertà nelle terre ticinesi prima della loro venuta in potere degli Svizzeri con prefazione di Francesco Chiesa, Salvioni, Bellinzona 1918.
- Moti di libertà in Italia, nel Ticino e oltre Gottardo, Salvioni, Bellinzona 1924.
- Il cantone Ticino e l'Austria negli anni 1854-55, I vol; 1848-1849, II volume, Sanvito, Lugano 1927-1928.
- Epistolario d'Alberti-Usteri dal 1813 al 1822, III vol., Leins & Vescovi, Bellinzona 1927-1928.
- La guerra di Giornico e le sue conseguenze, Grassi & Co, Bellinzona 1928.
- Saggi di storia ticinese dall'epoca romana alla fine del Medio Evo, II volumi, Grassi & Co, Bellinzona 1930.
- Come il Ticino divenne e si conservò svizzero, La Scuola, Bellinzona 1933.
- Breve storia di un popolo limitaneo, Società palatina per la propaganda e la difesa della lingua e della cultura italiana, Milano 1934.
- Storia del Cantone Ticino, in collaborazione coll'avvocato Giulio Rossi, Tipografia Editrice, Lugano 1942; seconda edizione, Armando Dadò Editore, Locarno 1980.
- Storia di Lugano, in collaborazione con Virgilio Chiesa, Tipografia Editrice, Lugano 1942.
- Pagine di storia ticinese nel periodo eroico - Il blocco austriaco (1853-54), Milano 1943.